# ابهايافابي
أبهايافابي أو أبهايا ويوا هو خزان بناه الملك باندوكابهايا الذي حكم في أنورادابورا من 437 قبل الميلاد إلى 367 قبل الميلاد، بعد بناء المدينة، وهو المعروف الآن باسم أبهايواوا.

## الحجم
المساحة 1.235 فدان (500 هكتار 1.930 ميل مربع)؛ يبلغ طول الواو كانديا 5910 قدمًا (1.119 ميل) والارتفاع 22 قدمًا (6.7 مترًا). عرض الجزء العلوي من الجسر هو 6 أقدام (1.8 م) إلى 8 أقدام (2.4 متر).

## الغرض
بنيت داخل مملكة أنورادهابورا القديمة لتزويد السكان بالمياه.